# گاکر میدیا
گاکر میدیا (انگلیسی: Gawker Media LLC؛ سابقاً شرکت بلاگ‌وایر (انگلیسی: Blogwire, Inc.) و شرکت گاکر میدیا (انگلیسی: Gawker Media, Inc.)) یک شرکت آمریکایی رسانهٔ آنلاین و شبکهٔ وبلاگ بود. این شرکت در اکتبر ۲۰۰۳ توسط نیک دنتون با نام بلاگ‌وایر تأسیس شد و در شهر نیویورک مستقر بود. گاکر میدیا که تا سال ۲۰۱۲ در جزایر کیمن مستقر بوده‌است، شرکت مادر برای هفت وبلاگ مختلف و بسیاری از وبگاه‌های فرعی زیر نظر آنها بوده‌است: گاکردات‌کام، دداسپین، لایف‌هکر، گیزمودو، کوتاکو، جالوپنیک و جزبل. همهٔ مقالات گاکر بر پایه پروانهٔ کرییتیو کامنز انتساب-غیر تجاری منتشر می‌شوند. این شرکت در سال ۲۰۰۴ از «شرکت بلاگ‌وایر» به «شرکت گاکر میدیا»، و کمی بعد به گاکر میدیا ال‌ال‌سی تغییر نام داد.